# فرد دیویس (بازیکن فوتبال، زاده ۱۹۳۹)
فرد دیویس (انگلیسی: Fred Davies; ۲۲ اوت ۱۹۳۹ – ۲ سپتامبر ۲۰۲۰) بازیکن فوتبال اهل بریتانیا بود.
از باشگاه‌هایی که در آن بازی کرده‌است می‌توان به باشگاه فوتبال ولورهمپتون واندررز، باشگاه فوتبال کاردیف سیتی، و باشگاه فوتبال ای‌اف‌سی بورنموث اشاره کرد.